# Albert Luque
Albert Luque Martos (Barcelona, 1978. március 11. –) spanyol válogatott labdarúgó.
A spanyol válogatott tagjaként részt vett a 2000. évi nyári olimpiai játékokon, a 2002-es világbajnokságon és a 2004-es Európa-bajnokságon.

## Sikerei, díjai
Mallorca
- Spanyol szuperkupagyőztes (1): 1998

Deportivo La Coruña
- Spanyol szuperkupagyőztes (1): 2002

Newcastle
- Intertotó-kupa győztes (1): 2006

Ajax
- Holland szuperkupagyőztes (1): 2007

Spanyolország U21
- U21-es Európa-bajnoki bronzérmes (1): 2000

Spanyolország U23
- Olimpiai ezüstérmes (1): 2000